# 瓜尔迪奥拉
瓜尔迪奥拉（西班牙語：Guardiola），是西班牙加泰罗尼亚巴塞罗那省的一个市镇。总面积37平方公里，总人口3122人（2013年），人口密度84人/平方公里。